# Élections législatives surinamaises de 2025
Les élections législatives surinamaises de 2025 ont lieu le 25 mai 2025 afin de renouveler les 51 membres de l'Assemblée nationale du Suriname. Des élections municipales sont organisées simultanément. L'assemblée doit par la suite élire le président de la République, qui dispose de pouvoirs étendus.
L'élection provoque une nouvelle alternance dans le pays, le Parti de la réforme progressiste (VHP) du président Chan Santokhi subissant un recul au profit du Parti national démocratique (NDP) menée par Jennifer Geerlings-Simons, qui arrive en première place. Les alliés de coalition du VHP, le Parti général de la libération et du développement (ABOP), le Parti national du Surinam (NPS) et le Pertjajah Luhur (PL), opèrent en conséquence un retournement d'alliance en formant une nouvelle coalition, cette fois ci avec le NPD, ce qui permet à Jennifer Geerlings-Simons de remporter l'élection présidentielle organisée deux mois plus tard.

## Contexte

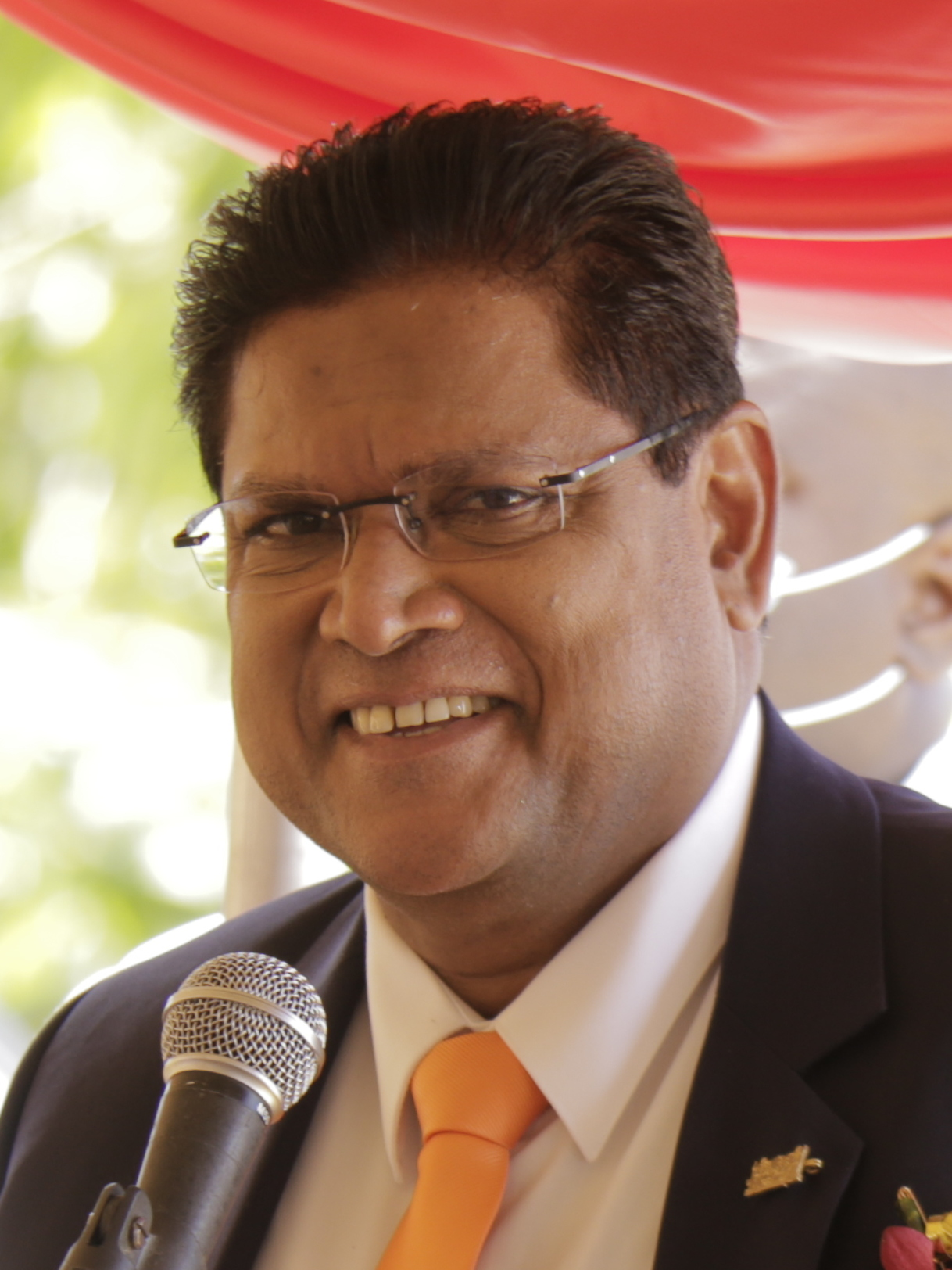
Chan Santokhi

Les élections législatives de mai 2020 amènent à une alternance. Le Parti de la réforme progressiste (VHP) mené par Chan Santokhi arrive en tête, doublant son nombre de sièges par rapport au scrutin précédent et réalise son meilleur résultat électoral depuis 1973. Le Parti général de la libération et du développement (ABOP), également dans l'opposition, obtient huit sièges, soit son meilleur résultat depuis sa création en 1990. Arrivé en deuxième place à la suite d'un recul de près de la moitié de sa part des voix, le Parti national démocratique (NDP) du président sortant et ancien dictateur Dési Bouterse subit quant à lui une importante défaite en perdant sa majorité absolue des sièges.
Le VHP et l'ABOP négocient la formation d'un gouvernement de coalition avec le Parti national du Surinam (NPS) est également jugée probable. Le 30 mai 2020, une coalition quadripartite réunissant ces trois partis ainsi que le Pertjajah Luhur (PL) est annoncée avec le dirigeant du VHP, Chan Santokhi, pour candidat à la présidence de la république, et celui de l'ABOP Ronnie Brunswijk pour la présidence de l'assemblée, les autres partis obtenant des positions au sein du gouvernement et de l'administration. Bien que disposant d'une large majorité à l'assemblée, les quatre membres de la coalition ne réunissent cependant à eux quatre que 33 sièges sur 51, soit un siège de moins que la majorité des deux tiers nécessaire lors de l'élection présidentielle surinamaise de 2020. La coalition menée par le NDP, reléguée dans l'opposition, renonce cependant à proposer un candidat, laissant les candidatures de Santokhi et Brunswijk sans oppositions. Ceux ci sont par conséquent élus le 13 juillet par acclamation, avant de recevoir les félicitations de Dési Bouterse selon lequel « le peuple a parlé ».
Accusé d'avoir laissé un pays économiquement en ruine, condamné à 20 ans de prison pour les meurtres de 15 opposants politiques appelés massacres de décembre 1982, Desi Bouterte prend la fuite et meurt fin décembre 2024. Il est remplacé à la tête du NDP par Jennifer Geerlings-Simons,.
Le gouvernement mené par le VHP souffre quant à lui de nombreux scandales de corruption ainsi que d'une mauvaise gestion des finances publiques, au point d'être contraint de recourir à l'aide du Fonds monétaire international afin de restructurer sa dette publique. Bien qu'ayant été macro-économiquement réussie, cette restructuration force le pays à subir une politique d'austérité très impopulaire, au point de conduire à de violentes manifestations,.
Les législatives de 2025 revêtent une importance toute particulière pour l'avenir économique du pays, le gouvernement issu de ces élections doit en effet être amené à gérer l'afflux de revenus de l’exploitation des champs pétrolifères offshore récemment découverts. Leur mise en exploitation est ainsi prévue en 2028, pour une production de 220 000 barils par jours contre environ 5 000 auparavant. Le Suriname devrait par conséquent bénéficier d'une nouvelle rente annuelle d'un montant considérable, dans un pays où 20 % de la population vit encore sous le seuil de pauvreté,.

## Système électoral
L'Assemblée nationale est le parlement monocaméral du Suriname. Elle est composée de 51 sièges pourvus pour cinq ans au scrutin proportionnel plurinominal dans une unique circonscription nationale.
Depuis les élections législatives de 1987, la répartition des sièges s'effectuent à la proportionnelle, mais au sein de dix circonscriptions de 2 à 17 sièges correspondants aux districts du pays. Ce changement fait suite à un arrêt en date de août 2022 par la Cour constitutionnelle qui juge discriminatoire et contraire à la Constitution, ainsi qu'aux traités internationaux, le système de plusieurs circonscriptions menant ainsi à leur abolition. L'Assemblée nationale approuve le nouveau système électoral le 13 octobre 2023,.
Les candidats doivent être âgés d'au moins 21 ans, avoir la nationalité, résider dans leurs circonscription depuis au moins deux ans avant les élections et appartenir à un parti politique. Les candidatures indépendantes sont par conséquent impossibles.
Le Suriname fait partie des rares pays possédant un régime parlementaire doté d'un chef de l'exécutif fort à la fois chef de l'État et du gouvernement mais élu au scrutin indirect par le parlement pour un mandat concomitant au sien. À la suite de chaque élection législative, l'Assemblée nationale élit un nouveau président à la majorité qualifiée des deux tiers. Les candidats doivent être âgés d'au moins trente ans, avoir la nationalité et avoir résidé au Surinam les six dernières années. Si aucun d'entre eux ne réunit le nombre requis de voix après deux tours de scrutin, l'Assemblée ainsi que les Conseils des 10 districts et des 63 municipalités du pays se réunissent en Assemblée populaire unie (Verenigde Volksvergadering) pour élire un candidat à la majorité relative,.

## Campagne
Quatorze partis participent au scrutin. Parmi les principaux thèmes de la campagne figure la gestion des recettes potentielles provenant des grands gisements pétroliers récemment découverts, Jennifer Geerlings-Simons, cheffe du NPD, s'engage à exiger que « toutes les entreprises travaillent avec des Surinamais et achètent des produits surinamais » dans le cadre des efforts visant à garantir l'accès de la population aux bénéfices tirés des revenus pétroliers. Le président sortant Chan Santokhi (VHP) s'engage à maintenir le statut du Suriname en tant que pays neutre en carbone et à utiliser une partie des recettes pétrolières pour la transition vers une économie verte et des projets connexes, notant que les réserves seraient épuisées dans 40 ans. Il promet également d'utiliser les revenus dégagés pour des distributions d'argent dans le cadre du programme « Royalties for Everyone ».

## Résultats
|                          |                                                           |         |       |       |        |               |
| Parti                    | Parti                                                     | Voix    | %     | +/-   | Sièges | +/-           |
|                          | Parti national démocratique (NDP)                         | 93 459  | 34,18 | 10,21 | 18     | 2             |
|                          | Parti de la réforme progressiste (VHP)                    | 86 912  | 31,78 | 7,67  | 17     | 3             |
|                          | Parti général de la libération et du développement (ABOP) | 31 798  | 11,63 | 2,55  | 6      | 2             |
|                          | Parti national du Suriname (NPS)                          | 31 215  | 11,42 | 0,37  | 6      | 3             |
|                          | Pertjajah Luhur (PL)                                      | 10 300  | 3,77  | 2,28  | 2      | en stagnation |
|                          | Alternative 20 (A20)                                      | 7 461   | 2,73  | 1,09  | 1      | 1             |
|                          | Fraternité et unité en politique (BEP)                    | 7 128   | 2,61  | 0,12  | 1      | 1             |
|                          | Option pour le Suriname (OPTSU)                           | 1 634   | 0,60  | Nv    | 0      | en stagnation |
|                          | Alternative démocratique '91 (DA'91)                      | 1 537   | 0,56  | 0,31  | 0      | en stagnation |
|                          | Le nouveau lion (DNL)                                     | 649     | 0,24  | n/a   | 0      | en stagnation |
|                          | Parti politique Arena (APPLI)                             | 517     | 0,19  | Nv    | 0      | en stagnation |
|                          | Parti populaire Suriname vivable (VLS 2023)               | 339     | 0,12  | Nv    | 0      | en stagnation |
|                          | Union démocratique du Suriname (DUS)                      | 335     | 0,12  | n/a   | 0      | en stagnation |
|                          | Parti de la communication (PVC)                           | 160     | 0,06  | Nv    | 0      | en stagnation |
|                          |                                                           |         |       |       |        |               |
| Votes valides            | Votes valides                                             | 273 444 | 98,57 |       |        |               |
| Votes blancs et nuls     | Votes blancs et nuls                                      | 3 961   | 1,43  |       |        |               |
| Total                    | Total                                                     | 277 405 | 100   | –     | 51     | en stagnation |
| Abstentions              | Abstentions                                               | 122 527 | 30,64 |       |        |               |
| Inscrits / participation | Inscrits / participation                                  | 399 932 | 69,36 |       |        |               |

## Analyse et conséquences

Résultats par districts

Le scrutin est un échec pour le Parti de la réforme progressiste (VHP) du président Chan Santokhi, qui perd la première place et plusieurs sièges au profit du Parti national démocratique (NDP) mené par Jennifer Geerlings-Simons. Le VHP aurait ainsi souffert des nombreux scandales de corruption ainsi que de l'impopulaire politique d'austérité. Deuxième vainqueur du scrutin, le Parti national du Surinam (NPS) décroche la troisième place, tandis que le Parti général de la libération et du développement (ABOP) recule et que le Pertjajah Luhur (PL) se maintient. 
Bien que la coalition sortante bénéficie toujours d'une majorité à l'assemblée, l'échec électoral du VHP à se maintenir en tête conduit ses alliés — qui reprochent au VHP une trop grande mainmise sur la politique du gouvernement — à se rapprocher du NPD, Jennifer Geerlings-Simons parvenant à réunir autour de son parti une large coalition réunissant l'ensemble des partis autre que le VHP ayant obtenus une représentation à l'assemblée. S'ajoutent ainsi Alternative 20 (A20) et Fraternité et unité en politique (BEP), totalisant 34 sièges sur 51. Avec une telle majorité, qui atteint tout juste celle des deux tiers du total des membres du parlement, la dirigeante se retrouve quasi assurée de remporter l'élection présidentielle. Elle est ainsi élue sans opposition à la présidence le 6 juillet, avec le dirigeant du NPS, Gregory Rusland, pour vice-président. Âgée de 71 ans, elle devient à cette occasion la première femme présidente du Suriname,.